# 变焦镜头

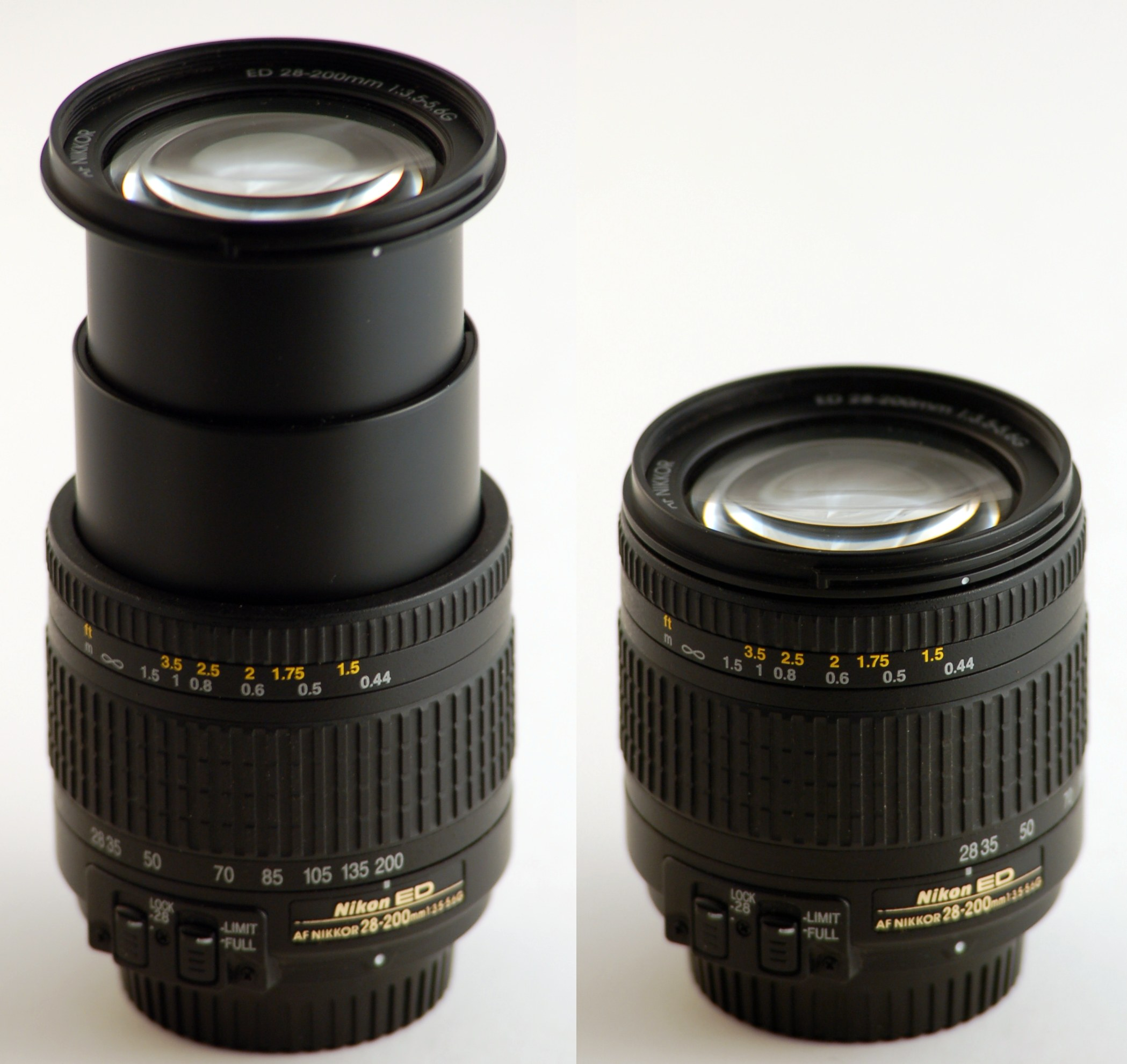
Nikkor 28-200mm变焦镜头（左为长焦端，右为广角端）

變焦鏡的構造

变焦镜头（英語：zoom lens）指可以改變焦距的鏡頭，光圈有些會隨變焦增加而縮小，这些镜头被称为“变光圈镜头”。光圈不會隨變焦增加而縮小的鏡頭稱為“恆定光圈鏡頭”。因其快速拉近或拉遠，能立即改變構圖，以方便快捷見稱。但图像質素一般較等焦距的定焦镜头差。
變焦鏡能分成多個類型，由超廣角到廣角，標準（50mm）到遠攝。类似28-200mm的变焦镜头由于其焦段的适用范围很广，可取代多個鏡頭，減輕旅遊時攜帶的負擔及更換鏡頭的不便，因此有时被称作“旅游镜头”或“天涯鏡（一镜走天下）”。

## 種類

### 光學變焦
光學變焦是最傳統的變焦方法，利用凹透鏡與凸透鏡的原理互相焦距而成。

光學變焦的原理

### 數位變焦
自從數位相機及照相手機推出以後，數位變焦開始普遍。數位變焦就是將光學變焦所拉近的距離，再用數位的方法做局部放大。數位變焦雖能有效的放大影像，但會降低畫質並耗損解析度。多數數位相機會提供光學變焦功能；但在空間有限的照相手機，僅提供數位變焦功能是主流規格。

### 手动变焦
在前端摄像机上通过手动旋转镜头，来改变焦距。这个功能通常出现在枪机＋手动变焦镜头的配置，一次设定，以后不经常改变，如果要改变焦距，需要再次打开护罩，旋转镜头。这类镜头通常在变焦工作完成后还需要调整聚焦环。

### 电动变焦
电动变焦镜头通常指的是通过控制端（如硬盘录像机、矩阵控制器、云镜控制器）可以使摄像机变焦。
电动变焦镜头的开发原理与手动变焦镜头是不一样的，电动变焦镜头是一个完美的光、机、电三项技术的结合。电动变焦镜头的开发需要有非常深厚的光学技术做为基础，同时需要投入大量的研发资金，这也就是目前市场上能够具有丰富的电动变焦镜头产品线的厂商非常少，且电动变焦镜头的价格非常昂贵的主要原因。
事实上，大倍数电动变焦镜头在开发的过程中需要解决很多光学问题，比如纵向色差的问题，聚焦不实的问题，并不是可以做手动变焦镜头的厂商都可以做电动变焦镜头，比如目前国内手动变焦镜头销售比较好的几个品牌，有的几乎没有电动变焦镜头，有的有几款如10-200mm，10-300mm，但效果非常不好，聚焦不实，解像力低。其实，这本身也是企业实力的体现，并不是这些厂商不想做，而是碍于技术等各方面原因无法做。所以希望大家要把手动变焦镜头和电动变焦镜头区别开来。

## 变焦倍数
通常指变焦镜头最大焦距和最小焦距之比。例如，一支28mm-300mm的变焦镜头的变焦倍数为10.7。一般说来，变焦倍数越大的变焦镜头成像质量不如相同焦段的定焦镜头。
通常来说，变焦倍数越大的镜头，因为其焦段覆盖很广，因此镜头的相对孔径（焦距与最大孔径直径之比，即镜头的F值）将会较小。具有较大相对孔径、甚至恒定光圈的变焦镜头，如佳能 EF 70-200mm 鏡頭，一般价格都比较昂贵。